# Dominique Voynet
Dominique Voynet [dɔminik vwanɛ], née le 4 novembre 1958 à Montbéliard (Doubs), est une femme politique française, membre des Verts puis des Écologistes.
Elle est candidate des Verts aux élections présidentielles de 1995 (3,3 %) et de 2007 (1,6 %). Après avoir été députée puis ministre de l'Aménagement du territoire et de l'Environnement de 1997 à 2001, elle est sénatrice (2004-2011) et maire de Montreuil (2008-2014).
Médecin anesthésiste, nommée inspectrice générale des affaires sociales au tour extérieur en 2014, elle est à la tête de l'Agence régionale de santé de Mayotte de 2020 à 2021. 
Elle est à nouveau élue députée dans le Doubs lors des élections législatives françaises de 2024.

## Biographie

### Famille
Dominique Marie Denise Voynet naît le 4 novembre 1958 à Montbéliard dans le département du Doubs du mariage de Jean Voynet, professeur, et de Monique Richard, directrice d'école,.
Elle est mère de deux filles : Marine et Jeanne.

### Carrière de médecin
Après avoir obtenu son baccalauréat, elle entame des études de médecine qu’elle achève à l’âge de 27 ans. Pendant ses études supérieures à la faculté de médecine de Besançon (1977-1982), Dominique Voynet est infirmière de nuit, syndiquée à la CFDT. Elle fait des remplacements de médecins généralistes, puis spécialistes (1981-1985), se syndique au Syndicat de la médecine générale.
Son diplôme de docteur en médecine obtenu avec un certificat d'études spécialisées en anesthésie-réanimation, elle est anesthésiste-réanimatrice à l'hôpital de Dole de 1985 à 1989.

### Militantisme écologiste
Elle commence son militantisme écologique au sein de l'Association belfortaine de protection de la nature, combat les centrales nucléaires de Fessenheim et de Creys-Malville ainsi que la déforestation des Vosges.
Participant aux émissions de Radio ondes rouges, animatrice de Besançon écologie et du collectif Saône vivante-Doubs vivant, elle adhère également à Amnesty International. Son engagement pacifiste et écologiste se poursuit avec son adhésion au Front de lutte antimilitariste (FLAM) et aux Amis de la Terre - France, association qui avait investi le champ électoral et qui était devenue une des principales composantes de l'écologie des années 1970, sous l'impulsion de Brice Lalonde.
Elle fait partie, à Clichy en 1984, des fondateurs du parti Les Verts, né de la fusion du Parti écologiste (auparavant Mouvement d'écologie politique / MEP) et de la Confédération écologiste.

### Ascension politique
Chef de file des Verts de Besançon en 1985, elle devient députée européenne le 13 novembre 1991. Elle abandonne cette fonction le 10 décembre 1991 et devient alors porte-parole nationale des Verts. Au sein du parti, elle fait partie des animateurs de la tendance « Les Verts pluriel » (1990-1994).
Porte-parole de l'opposition à Antoine Waechter au sein des Verts, elle remporte la victoire sur celui-ci en 1993, lors de l'assemblée générale de Lille où les Verts décident de négocier des alliances électorales de premier tour, à gauche exclusivement. C'est la fin de la théorie du « Ni, ni », qui estimait que les Verts pouvaient s'allier avec l'un ou l'autre camp selon les offres faites. Ce changement de stratégie, et les fortes tensions qui s'ensuivent au sein du mouvement, entraîneront un an plus tard le départ d'Antoine Waechter, qui fonde le Mouvement écologiste indépendant.
En 1992, Dominique Voynet est élue conseillère régionale de Franche-Comté, poste qu'elle quitte en 1994 pour se consacrer à la campagne présidentielle de 1995. Elle est en effet la candidate des Verts mais aussi d'une alliance à la « gauche de la gauche » comprenant l'Alternative rouge et verte (un parti héritier du PSU), et la Convention pour une alternative progressiste.

### Élection présidentielle de 1995
Candidate des Verts à l’élection présidentielle de 1995, elle obtient au premier tour 3,32 % des suffrages (1 010 681 voix). Conformément aux décisions de son parti, elle n'appelle pas à voter au second tour pour le candidat socialiste, Lionel Jospin.

### Ministre de l'Environnement

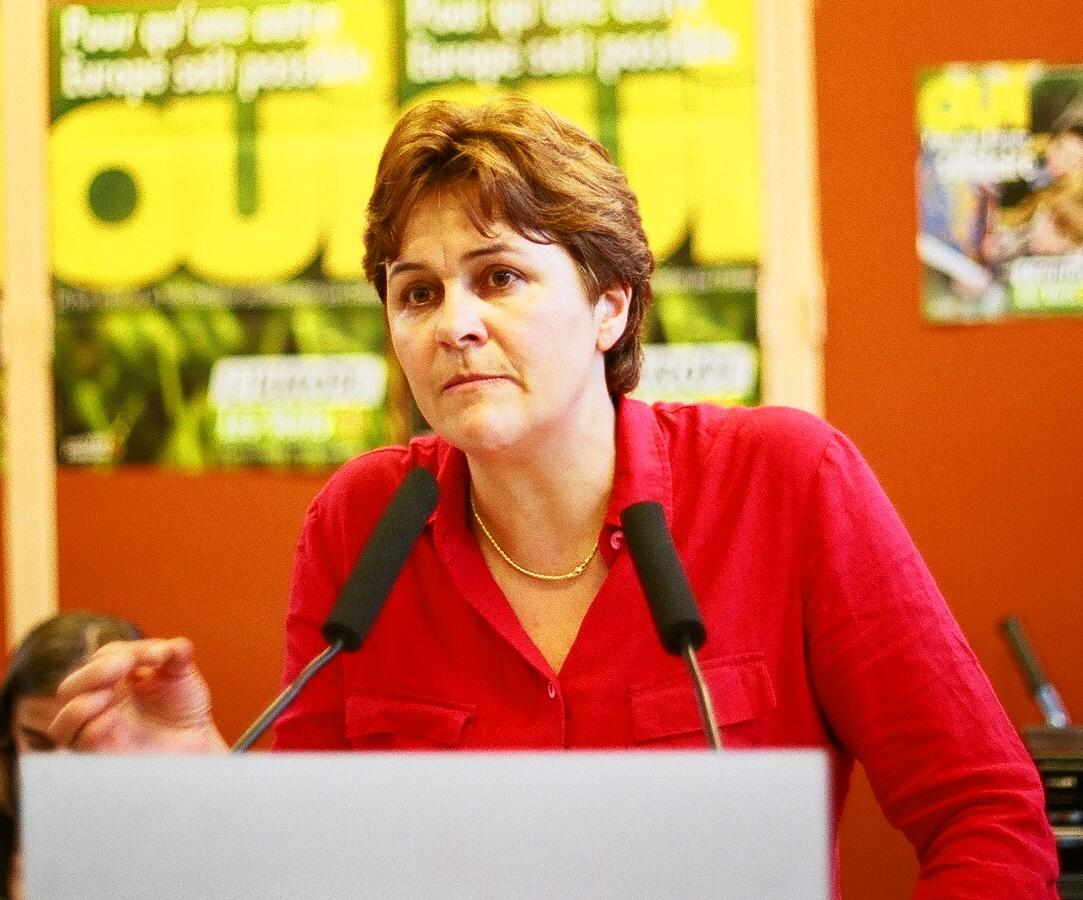
Dominique Voynet en 2005.

Dans le cadre des accords passés entre les Verts et le PS pour les élections législatives françaises de 1997, elle est élue députée de la 3e circonscription du Jura, battant le sortant, Gilbert Barbier (UDF). Elle entre dans le gouvernement de Lionel Jospin, dit de la « Gauche plurielle », comprenant les écologistes et des représentants des différentes formations de la gauche parlementaire. Nommée ministre de l'Aménagement du territoire et de l'Environnement (poste qu'elle conserve jusqu'en 2001), elle devient ainsi la première ministre issue des Verts dans une équipe gouvernementale en France.
Son passage au ministère de l'Environnement est marqué par l'adoption du protocole de Kyoto (décembre 1997) où elle défend une position européenne forte aux côtés d'Angela Merkel, alors ministre de l'Environnement en Allemagne, et par la tenue d'une série de réunions des Nations unies sur le changement climatique, en vue de la mise en œuvre de ce texte. Ainsi, la 6e conférence internationale sur le climat se tient en novembre 2000 à La Haye, alors que la France préside l’Union européenne. En tant que chef de la délégation européenne, Dominique Voynet y tient tête aux exigences américaines et se félicite d'avoir évité la conclusion d'« un accord faible ».
En 1998, elle milite au sein du gouvernement de la gauche plurielle de Lionel Jospin pour l'arrêt de Superphénix,, affirmant en commission d'enquête parlementaire le 12 mai 1998 que "Superphénix traduisait la « folie des grandeurs » et « une mauvaise appréciation des besoins d'électricité du pays ». Elle a rappelé, dans un exposé préliminaire, que la construction de cette centrale de 1.200 MW avait été décidée par une « classe politique qui baignait dans l'euphorie nucléaire », bercée par des prévisions complètement fausses, telles que l'augmentation de la consommation d'électricité deux fois supérieure à la réalité ou une flambée des prix de l'uranium".
Elle fait voter la loi du 25 juin 1999 d'orientation pour l'aménagement et le développement durable du territoire, dite « loi Voynet », qui reconnaît l'intérêt des pays. Au titre de la compétence de son ministère dans l'aménagement du territoire, elle négocie des contrats de plan État-régions intégrant des mesures de diversification des modes de transport ou en faveur des énergies renouvelables et de l’agriculture biologique.
La loi sur la chasse qu'elle fait également voter vise notamment à définir les conditions d'un usage partagé des espaces naturels et ruraux entre les chasseurs et les autres usagers. Elle instaure un « jour de non-chasse » et permet à tout citoyen qui le désire, en rupture avec les dispositions de la loi Verdeille (1964), de s'opposer à l'inclusion de ses propriétés dans le territoire d'une association communale de chasse agréée, en raison de ses convictions personnelles. Le rôle de l'Office national de la chasse et de la faune sauvage, établissement public de l'État, est renforcé dans le domaine des études et des actions techniques ainsi que de la police de la chasse.
Dominique Voynet est critiquée dans certains milieux écologistes[réf. nécessaire] pour avoir permis la création du Laboratoire de recherche sur le stockage géologique des déchets nucléaires à Bure (Meuse).
Elle est enfin critiquée à la suite de l'inscription par le ministre de l'Agriculture d'une variété d'OGM (le Maïs Bt) au catalogue officiel des espèces autorisées à la culture en France. Elle obtient pourtant que cette forme d'autorisation ne soit accordée qu'à cette seule variété et pour une durée de trois ans. Pour toutes les autres espèces, un moratoire est décidé[réf. nécessaire].
Lors de la marée noire consécutive au naufrage de l'Erika, en vacances sur l'île de la Réunion, Dominique Voynet est interrogée par France Soir pour son absence sur les lieux du sinistre. « Ma présence sur place avec un ciré et des bottes ne servirait à rien », rétorque-t-elle, en refusant d'interrompre ses congés. Elle déclare par la suite en se rendant sur les côtes souillées par les hydrocarbures qu'il ne s'agit « pas [de] la catastrophe [écologique] du siècle ». L'événement ayant causé une grande émotion dans le public, cette remarque lui est aussi beaucoup reprochée. Plus tard, afin de se défendre, elle accusera Météo France et tous les services de l’État de lui avoir menti.
Lors d’une négociation à Bruxelles en 2000, alors que la France tout comme le Royaume-Uni souhaitent que l’énergie nucléaire fasse partie des technologies considérées comme propres dans le mécanisme de développement propre (MDP) prévu par le protocole de Kyoto, elle désobéit à son mandat et rapporte de manière erronée la position anglaise pour arriver à ses fins. Dans le cadre de la crise énergétique mondiale de 2021-2023 une séquence tirée d’un documentaire est diffusée sur les réseaux sociaux et lui vaut « des tombereaux d’insultes, des critiques, et parfois des menaces de morts. » Selon le documentaire, Dominique Voynet « a manipulé son gouvernement ». Interrogée sur ce point, Dominique Voynet assume avoir, en tant qu’antinucléaire, favorisé cette clause et que le ministère des affaires étrangères soutenait son intervention. Une contre-enquête du journal Libération concluait que Dominique Voynet aurait exagéré son rôle dans ces négociations et que l'inclusion du nucléaire dans les MDP n'aurait eu qu'une valeur symbolique et donc sans influence sur le développement de cette industrie ,.
Dominique Voynet ne peut faire aboutir son projet de réforme de la politique de l'eau, préparé depuis mai 1998 et adopté en conseil de ministres le 27 juin 2001. Élue secrétaire nationale des Verts, elle démissionne du gouvernement le 10 juillet 2001 ; elle est remplacée à son poste de ministre de l'Aménagement du territoire et de l'Environnement par Yves Cochet.

### Après le gouvernement
C'est en tant que cheffe de parti qu'elle anime les campagnes de 2002, dont celle de la présidentielle, pour laquelle Noël Mamère est le candidat du parti. Dans un contexte difficile, le candidat Vert franchit pour la première fois la barre des 5 % (1 495 673 voix, soit 5,24 %).
À nouveau candidate à la députation dans la 3e circonscription du Jura lors des élections législatives de juin 2002, elle bénéficie du soutien du PS, du PCF et du PRG, mais elle est battue au second tour par son adversaire de droite, Jean-Marie Sermier (UMP).
L'assemblée fédérale de Nantes (décembre 2002) ayant fait la critique de la fin de la période de participation gouvernementale, elle se retrouve mise en minorité. En janvier 2003, Gilles Lemaire lui succède.
En 2004, elle déclare dans le journal Le Monde qu'elle est en négociation avec le PS pour obtenir un siège sénatorial en Seine-Saint-Denis, négociation menée de son propre chef en dehors des Verts. C'est néanmoins dans le cadre d'accords entre les Verts et le PS, qu'elle est élue sénatrice de ce département à l'instar de Jean Desessard et d'Alima Boumediene-Thiery à Paris. Elle rejoint ainsi au Sénat Marie-Christine Blandin, élue du Nord, jusqu'alors unique sénatrice verte.

### Élection présidentielle de 2007

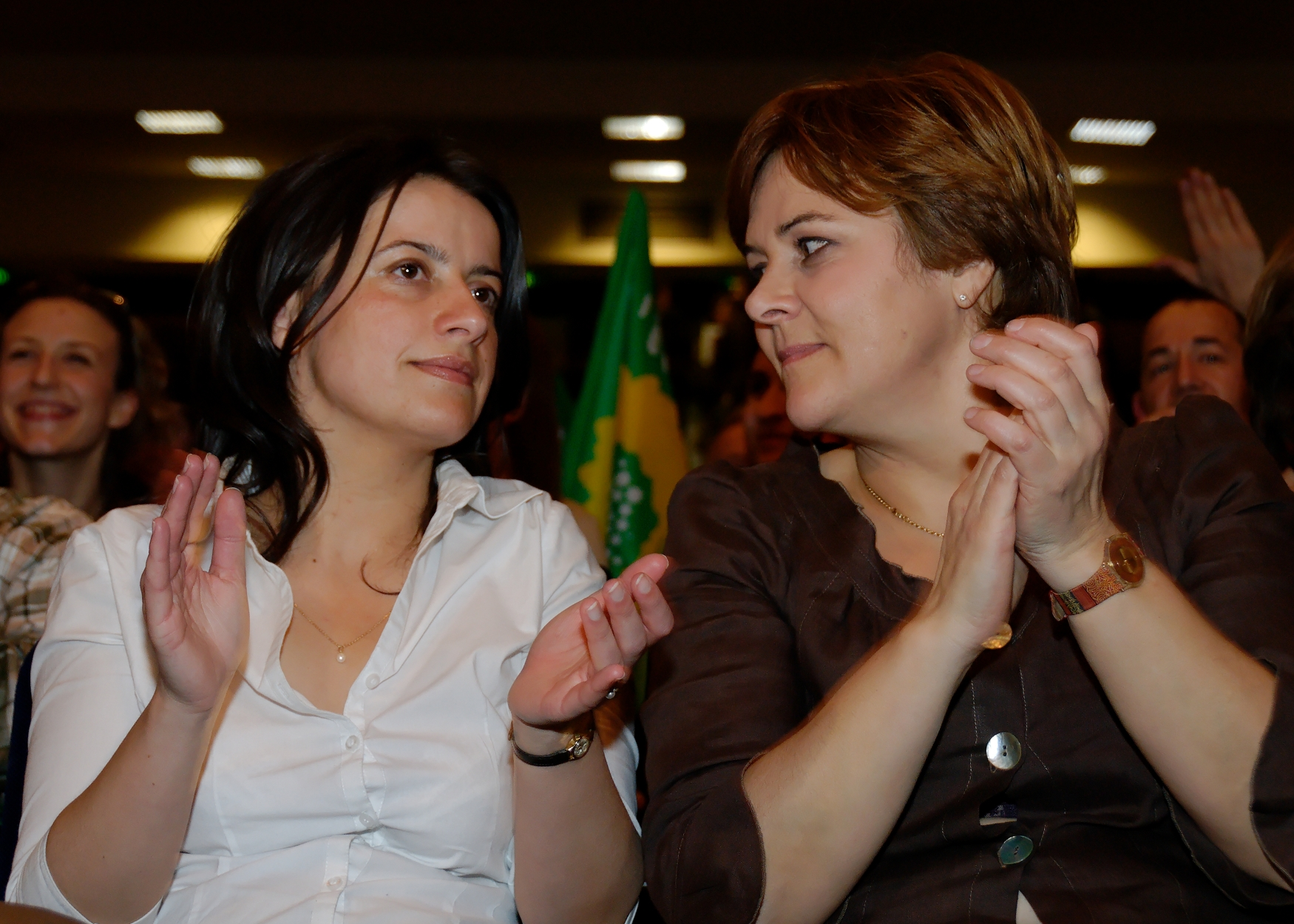
Cécile Duflot et Dominique Voynet en 2007.

Candidate à l'investiture pour les Verts à l'élection présidentielle de 2007, Dominique Voynet arrive en tête du premier tour, devant Yves Cochet. Le second tour de la primaire n'ayant pas réussi à la départager d'Yves Cochet (deux voix les séparent, pour une participation de 60,85 %), un nouveau second tour est organisé. Dominique Voynet l’emporte finalement avec une avance de 57 voix sur Yves Cochet.
Candidate officielle des Verts pour l'élection présidentielle de 2007, elle est créditée de quelque 2 % d'intentions de vote par les sondages. Au soir du premier tour, 576 666 suffrages (1,57 %) se portent sur son nom. Elle appelle à voter au second tour pour la candidate du PS, Ségolène Royal.

### Maire de Montreuil

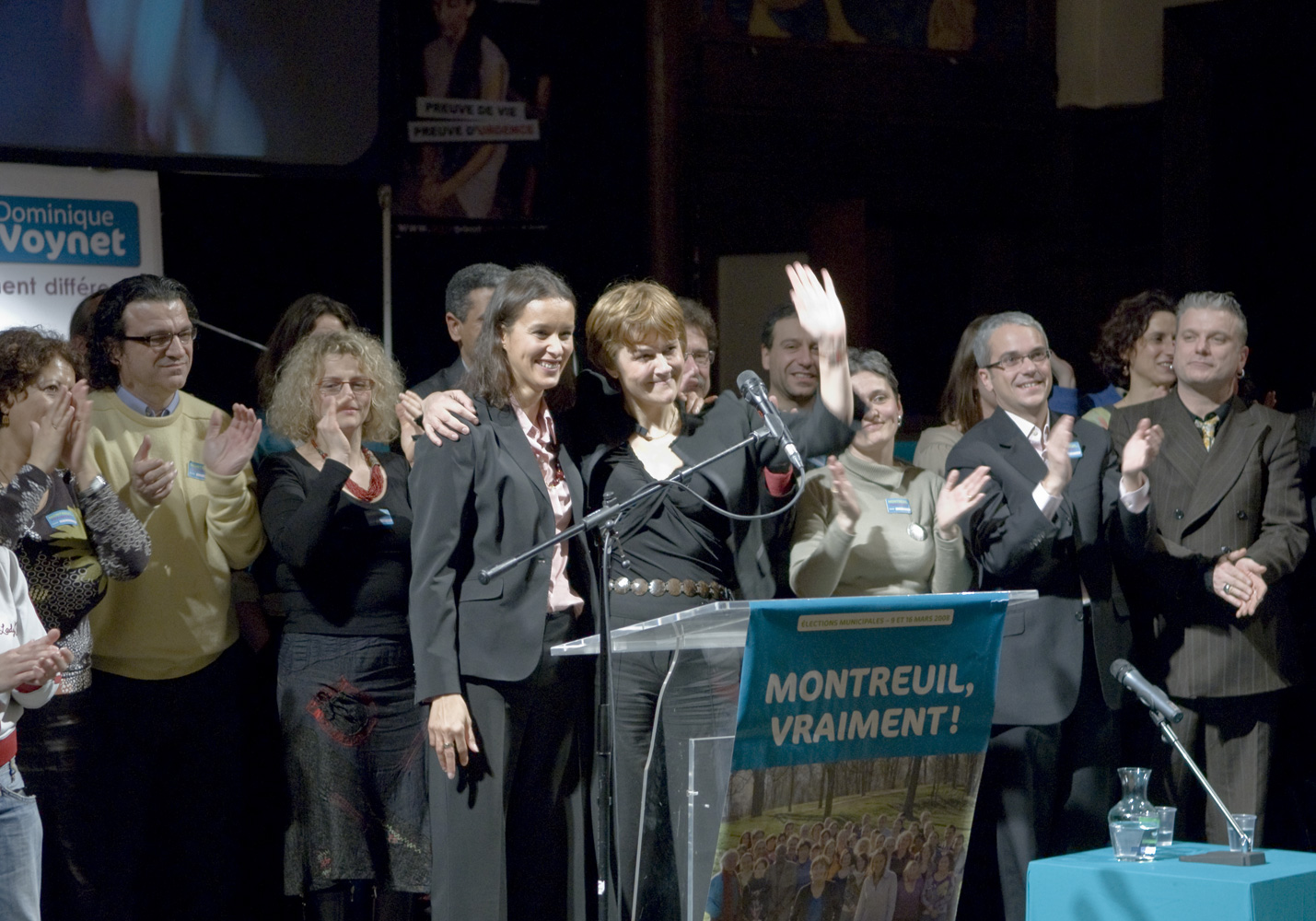
Dominique Voynet, Mouna Viprey et les candidats de la liste « Montreuil, Vraiment ! » en 2008, à la mairie de Montreuil.

Le 8 novembre 2007, elle annonce sa candidature aux élections municipales de 2008 à Montreuil (Seine-Saint-Denis). Elle s’oppose au maire sortant, Jean-Pierre Brard, soutenu par le PCF, le PRG et le Parti socialiste (après que celui-ci a hésité entre lui et Dominique Voynet, qui avait demandé son soutien).
À la tête d’une liste sur laquelle figurent des dissidents du PS (essentiellement des strausskaniens et des fabiusiens), des écologistes et des personnalités de la société civile, Dominique Voynet fait campagne sans aucun logo de parti politique sur ses affiches. Au premier tour, sa liste arrive en deuxième position, avec 32,5 %, derrière celle de Jean-Pierre Brard (39,4 % des voix). Au second tour, sa liste l’emporte, avec 54,2 % des suffrages. Dominique Voynet est élue maire lors du premier conseil municipal, par 41 voix contre 12 bulletins nuls. Elle devient une des rares femmes à diriger une ville de plus de 100 000 habitants.
Elle refuse de démissionner de son mandat de sénatrice, en contradiction avec sa promesse électorale d'être « une maire à plein temps » et avec la position des Verts sur le cumul des mandats,. Les médias soulignent que les caractéristiques du scrutin sénatorial font qu'une démission de sa part ferait perdre aux Verts un de leurs cinq sièges au Sénat. Elle maintient toutefois son opposition au cumul des mandats. Elle ne se représente pas au Sénat en 2011.
Durant son mandat, elle transforme le camp de Roms de Montreuil en « village » réalisé avec des conteneurs, alors que le squat africain devient propriété des gens qui y vivent grâce à un « financement solidaire ». Trois écoles en matériaux écologiques sont également édifiées et un nouveau système d'attribution des logements et des places en crèche est instauré.
Le 25 novembre 2013, elle annonce qu'elle ne briguera pas un second mandat de maire de Montreuil en mars 2014, dénonçant le comportement de ses opposants à gauche et, de façon plus générale, la « dégradation de la vie politique française »,. Plusieurs observateurs politiques pointent une défaite annoncée qui l'aurait persuadée de se retirer,.

### Inspectrice générale des affaires sociales
Le 16 avril 2014, deux semaines après la fin de son mandat de maire, Dominique Voynet est nommée inspectrice générale des affaires sociales au 5e tour,. À ce titre, elle est missionnée en avril 2018, aux côtés de Marcel Renouf, ancien préfet de Wallis-et-Futuna, pour « diriger conjointement les travaux d’une équipe interdisciplinaire » chargée de « redéfinir la coopération sanitaire dans un contexte de forte pression migratoire » en Guyane et à Mayotte.

### Directrice de l'Agence régionale de santé de Mayotte
Le 27 novembre 2019, le Conseil des ministres la nomme à la tête de l'Agence régionale de santé (ARS) de Mayotte à compter du 1er janvier 2020. À cette fonction, elle doit gérer la pandémie de Covid-19 à Mayotte. Début mai, elle s'oppose au député LR Mansour Kamardine, qui avait évoqué un « abandon coupable » de Mayotte par l'État, qualifiant ses propos de « gesticulation scandaleuse ». Elle quitte ses fonctions en septembre 2021 pour prendre sa retraite.
Elle apporte son soutien à Yannick Jadot pour la primaire présidentielle de l'écologie de 2021. Après son retour de Mayotte, elle s'installe à nouveau en Franche-Comté.

### Retour en politique
En 2022, elle est la seule candidate au poste de secrétaire régionale d'Europe Écologie Les Verts en Franche-Comté.
Le 13 juin 2024, elle est annoncée comme candidate aux élections législatives dans la deuxième circonscription du Doubs, sous la bannière du Nouveau Front Populaire. Arrivée en tête du 1er tour, le 7 juillet, après le retrait en sa faveur du candidat macroniste, elle est élue au second tour face au candidat du Rassemblement national, obtenant 59,95 % des suffrages exprimés. 
Elle est nommée au Haut Comité pour la transparence et l’information sur la sécurité nucléaire en mars 2025. Cette nomination suscite la polémique en raison de sa réputation de « fossoyeuse du nucléaire ».

## Prises de position
En 2019, à la suite des accusations de harcèlement sexuel portées contre Denis Baupin par plusieurs membres d'Europe Écologie Les Verts, elle le soutient dans le cadre du procès en diffamation qu'il intente contre les médias ayant rendu l'affaire publique. Elle le qualifie à cette occasion de « dragueur » issu d'une « culture plutôt libertaire et soixante-huitarde ».

## Distinctions
Dominique Voynet est nommée au grade de chevalier de l'ordre national de la Légion d'honneur le 13 juillet 2012 au titre de « ancienne ministre, ancienne sénatrice de Seine-Saint-Denis, maire de Montreuil ; 35 ans de services ».
Elle est nommée au grade d'officier de l'ordre national du Mérite le 31 décembre 2020 au titre de « ancienne ministre, ancienne sénatrice, directrice d'une agence régionale de santé ; 43 ans de services ».

## Synthèse des résultats électoraux

### Élections présidentielles
| Année | Parti   | Parti | Premier tour | Premier tour | Premier tour |
| Année | Parti   | Parti | Voix         | %            | Rang         |
| ----- | ------- | ----- | ------------ | ------------ | ------------ |
| 1995  |         | LV    | 1 010 681    | 3,32         | 8e           |
| 2007  | 576 666 | LV    | 1,57         | 8e           |              |

### Élections législatives
| Année | Parti  | Parti | Circonscription | 1er tour | 1er tour | 1er tour | 2d tour | 2d tour | 2d tour | Issue  |
| Année | Parti  | Parti | Circonscription | Voix     | %        | Rang     | Voix    | %       | Rang    | Issue  |
| ----- | ------ | ----- | --------------- | -------- | -------- | -------- | ------- | ------- | ------- | ------ |
| 1993  |        | LV    | 3e du Jura      | 7 260    | 17,04    | 2e       | 20 088  | 46,13   | 2e      | Battue |
| 1997  | 13 847 | LV    | 3e du Jura      | 31,11    | 1re      | 25 847   | 55,95   | 1re     | Élue    |        |
| 2002  | 14 082 | LV    | 3e du Jura      | 32,65    | 2e       | 18 334   | 44,66   | 2e      | Battue  |        |
| 2024  |        | LÉ    | 2e du Doubs     | 19 160   | 34,16    | 1re      | 31 053  | 59,95   | 1re     | Élue   |

### Élections municipales
Les résultats ci-dessous concernent uniquement les élections où elle est tête de liste.
| Année | Liste | Liste | Commune   | 1er tour | 1er tour | 1er tour | 2d tour | 2d tour | 2d tour | Sièges obtenus |
| Année | Liste | Liste | Commune   | Voix     | %        | Rang     | Voix    | %       | Rang    | Sièges obtenus |
| ----- | ----- | ----- | --------- | -------- | -------- | -------- | ------- | ------- | ------- | -------------- |
| 2008  |       | LV    | Montreuil | 8 741    | 32,47    | 1er      | 14 468  | 54,19   | 1re     | 41 / 53        |

## Détail des mandats et fonctions

### Au gouvernement
- 4 juin 1997 - 9 juillet 2001 : ministre de l'Aménagement du territoire et de l'Environnement

### À l'Assemblée nationale
- 12 juin 1997 - 4 juillet 1997 : députée, élue dans la 3e circonscription du Jura
- Depuis le 8 juillet 2024 : députée, élue dans la 2e circonscription du Doubs

### Au Sénat
- 2004-2011 : sénatrice de la Seine-Saint-Denis

### Au Parlement européen
- 1991 : députée européenne

### Au niveau local
- 1989-2004 : conseillère municipale de Dole
- 1992-1994 : conseillère régionale de Franche-Comté
- 1998-2004 : conseillère générale du Jura (canton de Dole-Nord-Est)
- 2008-2014 : maire de Montreuil

### Parti politique
- 1991-2001 : porte-parole nationale des Verts
- 2001-2003 : secrétaire nationale des Verts
- de 2022 à 2024 : secrétaire régionale des Écologistes de Franche-Comté

## Publications
- L'Eau, numéro 22, Nouvelle Arche de Noé, 2000
- Qui êtes-vous, que proposez-vous ?, L'Archipel, 2001
- Voix off, Stock, 2003  (ISBN 2-23405-617-9)
- L'homme saura-t-il réparer ce qu'il détruit ?, avec Nathalie Kosciusko-Morizet, Forum Libération de Grenoble, sur CD audio chez Frémeaux & Associés, 2008